# Форт Апач, Бронкс
Форт Апач, Бронкс (англ. Fort Apache the Bronx) — американський фільм 1981 року.

## Сюжет
У напівзруйнованому Південному Бронксі поліцейська дільниця як укріплений форт на ворожій території. За його стінами — вбивства, бунти, грабежі, наркотики і безнадійне життя на похмурих вулицях, а всередині — корупція, байдужість, де кожен поліцейський по різному використовує дану йому законом владу.

## У ролях
- Пол Ньюман — Мерфі
- Едвард Аснер — Конноллі
- Кен Вол — Кореллі
- Денні Аєлло — Морган
- Рейчел Тікотін — Ізабелла
- Пем Гріер — Шарлотта
- Кетлін Беллер — Тереза
- Тіто Гойя — детектив
- Мігель Пінеро — Ернандо
- Джейм Тіреллі — Хосе